# Ajdin Penava
 Ajdin Penava  (ur. 11 marca 1997 w Sarajewie) – bośniacki koszykarz, występujący na pozycjach silnego skrzydłowego lub środkowego, reprezentant kraju, obecnie zawodnik PGE Spójni Stargard.
W 2018 reprezentował Washington Wizards podczas rozgrywek letniej ligi NBA w Las Vegas.
W 2022 występował w bośniackiej KK Slavija. W przeszłości grał w NCAA na uczelni Marshall, ponadto był graczem hiszpańskiej Kirolbet Baskonia (również w Eurolidze) oraz Belfius Mons-Hainaut w Belgii (także w FIBA Europe Cup). Jest reprezentantem Bośni i Hercegowiny - występował m.in. w kwalifikacjach do mistrzostw Europy i świata.

## Osiągnięcia
Stan na 2 stycznia 2023, na podstawie, o ile nie zaznaczono inaczej.

### NCAA
- Uczestnik II rundy turnieju NCAA (2018)
- Mistrz turnieju konferencji USA (2018)
- Obrońca roku konferencji USA (2018)
- Zaliczony do:
  - I składu:
    - defensywnego C-USA (2018)
    - turnieju C-USA (2018)

  - III składu All-C-USA (2018)
  - składu C-USA Commissioner’s Honor Roll (2016)
- Lider:
  - NCAA (jednocześnie C-USA) w:
    - średniej bloków (2018 – 3,9)[8]
    - liczbie bloków (2018 – 134)

  - C-USA w liczbie fauli (2017 – 126)
- Zawodnik tygodnia C-USA (18.12.2017)

### Drużynowe
- Wicemistrz Belgii (2021)

### Reprezentacja
Seniorska
- Uczestnik:
  - mistrzostw Europy (2022 – 17. miejsce)
  - europejskich kwalifikacji do mistrzostw świata (2021)
  - kwalifikacji do Eurobasketu (2020/2021)

Młodzieżowa
- Uczestnik mistrzostw Europy U–18 (2015 – 4. miejsce)